# HD 117150
HD 117150 ( eller HR 5071) är en möjlig dubbelstjärna i den mellersta delen av stjärnbilden Kentauren som också har Bayer-beteckningen K Centauri. Den har en kombinerad skenbar magnitud av ca 5,04 och är svagt synlig för blotta ögat där ljusföroreningar ej förekommer. Baserat på parallax enligt Gaia Data Release 2 på ca 8,0 mas, beräknas den befinna sig på ett avstånd på ca 410 ljusår (ca 125 parsek) från solen. Den rör sig närmare solen med en heliocentrisk radialhastighet på ca -2 km/s.

## Egenskaper
HD 117150 är en vit till blå stjärna i huvudserien av spektralklass A1 V. Den har en massa som är cirka 3 solmassor, en radie som är 6,6 solradier och har cirka 248 gånger solens utstrålning av energi från dess fotosfär vid en effektiv temperatur av ca 9 200 K. Stjärnan har en snabb rotation med en projicerad hastighet av 220 km/s,  vilket ger den en ekvatorialradie som är 25 procent större än polarradien.
En misstänkt felmarginal i stjärnans parallax kan vara förorsakad av ännu inte observerad följeslagare med en storlek av 81 jupitermassor på ett avstånd av 2 AE.